# کمال ناصر
کمال بُطرُس ناصر (۱۹۲۴ – ۱۰ آوریل ۱۹۷۳) سیاستمدار، روزنامه‌نگار و شاعر فلسطینی بود.در غزه زاده شد، در شهر بیرزیت، نزدیکی رام‌الله بزرگ شد. از به دانشگاه آمریکایی بیروت در سال ۱۹۴۵ و با مدرک لیسانس علوم سیاسی فارغ‌التحصیل شد. در بسیاری از آثارش به قضیهٔ فلسطین پرداخت. او به همراه تعدادی از دوستانش در سال ۱۹۵۲ در تأسیس شاخه‌ای از حزب بعث سوسیالیستی عرب در فلسطین مشارکت داشت و روزنامهٔ «البعث» را در رام‌الله منتشر می‌کرد. کمال ناصر در سال ۱۹۶۹، پس از تصاحب سازمان آزادی‌بخش فلسطین توسط فتح و دیگر گروه‌های مسلح، به عضویت کمیتهٔ اجرایی این سازمان انتخاب شد. کمال ناصر مقالات سیاسی و فکری متعدد، داستان‌های کوتاه و شعر نوشت.

## زندگی و پیشه
کمال ناصر در شهر غزه، ناحیهٔ غزه در سال ۱۹۲۴ زاده شد و در بیرزیت، ناحیهٔ اورشلیم بزرگ شد. تحصیلات ابتدایی و متوسطه خود را در کالج همان شهر گذراند. در سال ۱۹۴۵، مدرک لیسانس علوم سیاسی را از دانشگاه آمریکایی بیروت دریافت کرد. به فلسطین بازگشت و به عنوان معلم ادبیات عرب در مدرسه صهیون در اورشلیم مشغول به کار شد. سپس در مؤسسهٔ حقوق فلسطین به تحصیل حقوق پرداخت و در سال ۱۹۴۷ به عنوان استاد ادبیات عرب در کالج ملی رام‌الله منصوب شد.
پس از نکبت ۱۹۴۸، او و تعدادی از همکارانش روزنامهٔ «البعث» را در رام‌الله منتشر کردند. در سال ۱۹۴۹، او مجلهٔ «نسل نو» (به عربی: الجيل الجديد) را در اورشلیم منتشر کرد تا آگاهی ملی و سیاسی را در میان جوانان عرب گسترش دهد، جوانانی که به آنها اعتقاد داشت و آنها را امید آینده می‌دانست. در سال ۱۹۵۲ به حزب بعث سوسیالیست عرب پیوست. پس از مدت کوتاهی، اردن را به مقصد کویت ترک کرد. سپس در سال ۱۹۵۶ به اورشلیم بازگشت و به عنوان نمایندهٔ حزب بعث از حوزهٔ رام‌الله در انتخابات پارلمانی شرکت کرد. او پیروز شد و به عضویت پارلمان اردن درآمد. پس از استعفای دولت سلیمان النابلسی و انحلال پارلمان اردن، او اردن را به مقصد سوریه ترک کرد.
کمال ناصر در کنفرانس جهانی صلح که در سال ۱۹۶۱ در مسکو برگزار شد، شرکت کرد. در سال ۱۹۶۵، او در قالب یک هیئت سیاسی عربی از پاریس بازدید کرد تا ابعاد مسئلهٔ فلسطین را برای افکار عمومی فرانسه توضیح دهد. او پس از کودتای ۲۳ فوریه ۱۹۶۶ در دمشق دستگیر شد، سپس زندان را به مقصد لبنان و از آنجا به اردن ترک کرد.
پس از سقوط اورشلیم به دست نیروهای اسرائیلی در جنگ ۱۹۶۷، کمال ناصر مبارزه علیه اشغالگری را آغاز کرد، به همین دلیل مقامات نظامی اسرائیل او را دستگیر و در رام‌الله زندانی کردند و سپس او را به خارج از کشور تبعید کردند. او در فوریهٔ ۱۹۶۹ به عضویت کمیتهٔ اجرایی سازمان آزادی‌بخش فلسطین انتخاب شد و ریاست اداره اطلاعات و ارشاد ملی آن را بر عهده گرفت و سخنگوی رسمی آن شد.
کمال مجموعه بزرگی از نوشته‌ها و اشعار از خود به جا گذاشته است. مهم‌ترین آثار منثور او سرمقاله‌های «انقلاب فلسطین»، مجلهٔ رسمی سازمان آزادی‌بخش فلسطین، است. او از زمان انتشار این روزنامه در ژوئن ۱۹۷۲ تا زمان قتلش، سردبیر آن بود. پس از سقوط کرانهٔ باختری به دست اشغالگران اسرائیلی نوشته شده، خاطرات خود را نوشت. برجسته‌ترین آثار شعری او مجموعه‌ای از اشعار است که در سال ۱۹۵۹ با عنوان «زخم‌های آوازخوان» (به عربی: جراح تغني) منتشر شد. مجموعه شعر حماسی با عنوان «سرود حقیقت» (به عربی: أنشودة الحق) که در آن با شور و اشتیاق از وحدت عرب سرود، یک مجموعه شعر با عنوان «سرودهای رستاخیز» (به عربی: أناشيد البعث) و یک مجموعه شعر با عنوان «ترانه‌هایی از پاریس» (به عربی: أغنيات من باريس) دارد. او همچنین سه نمایشنامه نوشت: «اژدها» (به عربی: التنّين)، «مرگ متنبی» (به عربی: مصرع المتنبي) و «درست و نادرست» (به عربی: الصح والخطأ).
کمال ناصر در ۱۰ آوریل ۱۹۷۳ به همراه یارانش کمال عدوان و محمد یوسف النجار، در نتیجهٔ عملیات بهار جوانی که توسط سازمان اطلاعات اسرائیل موساد در خیابان وردون در بیروت پایتخت لبنان به برخی مراکز مقاومت فلسطین در بیروت انجام شد، کشته شد و به عنوان «شهید» گرامی داشته می‌شود. پس از مرگش، کمیته‌ای برای جاودانه کردن میراث او تشکیل شد و آثار کامل منثور و منظوم او در سال ۱۹۷۴ منتشر شد.

## دیدگاه‌ها
کمال ناصر شعار وحدت ملی فلسطین و وحدت نیروهای انقلابی فلسطین را برگزید و در دوران ریاست خود بر اداره اطلاعات و ارشاد ملی در سازمان آزادیبخش فلسطین، آن را عملی کرد. او رسانه‌های فلسطینی را سازماندهی کرد و مجلهٔ «انقلاب فلسطین» را به نام سازمان آزادیبخش فلسطین منتشر کرد. او دستگاه رسانه‌ای را تقویت کرد، به آن بُعد انقلابی فلسطینی بخشید، از بروز هرگونه تفرقه در درون آن جلوگیری کرد. به او لقب «وجدان انقلاب» داده شد. او قاطعانه معتقد بود که آرمان فلسطین محور تاریخ معاصر عرب است. او همچنین به ادامهٔ انقلاب فلسطین اعتقاد داشت و مبارزان مسلح آن را تقدیس می‌کرد و آنها را «تنها مایهٔ تسلی ما» می‌دانست.
او بر ارتباط انقلاب فلسطین با جنبش آزادی‌بخش عرب تأکید می‌کرد، اما هرگز از قیمومیت هیچ حزبی بر آن راضی نبود. به نظر او، فقط تفنگداران متعهد حق رهبری دارند. او به‌طور گسترده در مورد درس‌های آموخته‌شده از انقلاب ویتنام نوشت، که بیان نمود مبارزه مسلحانه تنها راه شکست امپریالیسم و ستون‌های آن است. او خاطرنشان کرد که انقلاب ویتنام، وقتی مذاکره کرد، از موضع قدرت مذاکره کرد.